# Automaniak
Automaniak – program motoryzacyjny produkowany przez telewizję TVN od 1998 roku.

## Historia
Pierwszy odcinek został wyemitowany 2 maja 1998 roku na antenie stacji TVN. Początkowo jedynym prowadzącym był Tomasz Sianecki. Po kilku odcinkach współprowadzącą program została Martyna Wojciechowska. Sianeckiego w roli prowadzącego zastąpił pilot rajdowy Maciej Wisławski. Gospodarze programu poza testowaniem samochodów przeprowadzali relacje między innymi z imprez motoryzacyjnych. W 2006 roku program zmienił nazwę na Automaniak MAX, wówczas też do Wojciechowskiej i Wisławskiego dołączył kolejny prowadzący, Jarosław Maznas. Stałym elementem programu było wówczas zapraszanie gości, którzy prowadzili samochód na torze wyścigowym.
W tej formie program nadawano do 2008 roku, kiedy wprowadzono nową formułę programu, a prowadzącymi zostali Maznas, Marcin Prokop, Rafał Jemielita i Patryk Mikiciuk. Później kolejnym prowadzącym został kierowca wyścigowy i odtwórca roli Stiga z Top Gear, Ben Collins. W 2009 roku program zaczęto nadawać w stacji TVN Turbo.

## Oglądalność
Według badań firmy Nielsen Audience Measurement jeden odcinek serii 16 (2016) oglądało średnio około 107 tysięcy osób.